# Систър Следж
Систър Следж (на английски: Sister Sledge) е американска музикална група от Филаделфия, щата Пенсилвания, в САЩ. Започват записната си дейност си през 1971 година с песен за Мъни Бак, и в началото са съставени от сестрите Деби, Джони, Кейти и Ким Следж. Кейти напуска през 1989 г., което превръща формата в трио (Кейти прави епизодични изпълнения и записи през 90-те). Имат слаб успех в Европа в средата на това десетилетие, който се мултиплицира след пробива на албума We Are Family от 1979 година.
Следж стават суперзвезди, когато диското е в разгара си. Най-широко известната им песен е We Are Family и хитовете He's the Greatest Dancer и Lost in Music, версията им на My Guy, и Frankie. Все още правят енергични концертни представления, и имат над 100 награди, както и участия на шест от седемте континента на света.

## Дискография

### Студийни албуми
- Circle of Love (1975)
- Together (1977)
- We Are Family (1979)
- Love Somebody Today (1980)
- All American Girls (1981)
- The Sisters (1982)
- Bet Cha Say That to All the Girls (1983)
- When the Boys Meet the Girls (1985)
- African Eyes (1997)
- Style (2003)

### Компилации
- Freak Out: The Greatest Hits of Chic and Sister Sledge (1987)
- The Best of Sister Sledge (1973–1985) (1992)
- And Now…Sledge…Again (1992)
- The Very Best of Sister Sledge (1973–1993) (1993)
- The Very Best of Chic & Sister Sledge (1999)
- The Essentials (2002)
- Good Times: The Very Best of the Hits & the Remixes (2005)
- The Definitive Groove Collection (2006)

### Сингли
- Time Will Tell (1971)
- The Weatherman (1973)
- Mama Never Told Me (1973)
- Love Don't You Go Through No Changes on Me (1974)
- Protect Our Love/Pain Reliever (1975)
- Circle of Love (Caught in the Middle) (1975)
- Love Has Found Me (1975)
- Thank You for Today (1976)
- Cream of the Crop (1977)
- Blockbuster Boy (1977)
- Baby, It's the Rain (1977)
- I've Seen Better Days (1978)
- When You Wish upon a Star (1978)
- He's the Greatest Dancer (1979)
- We Are Family (1979)
- Lost in Music (1979)
- Got to Love Somebody (1979)
- Reach Your Peak (1980)
- Let's Go on Vacation (1980)
- Easy Street (1980)
- All American Girls (1981)
- Next Time You'll Know (1981)
- If You Really Want Me (1981)
- He's Just a Runaway (A Tribute to Bob Marley) (1981)
- My Guy (1982)
- All the Man That I Need (1982)
- B.Y.O.B. (Bring Your Own Baby) (1983)
- Gotta Get Back to Love (1983)
- Thank You for the Party (1983)
- Thinking of You (1984)
- Frankie (1985)
- Dancing on the Jagged Edge (1985)
- You're Fine (1985)
- When the Boys Meet the Girls (1986)
- Here to Stay (1986)